# クロムニェルジージ - ズブロヴィツェ線
クロムニェルジージ～ズブロヴィツェ線（チェコ語: Železniční trať Kroměříž–Zborovice）は、チェコ国鉄の鉄道線の名称である。路線番号は305。1881年に開業した。

## 運行形態
- フリーン - クロムニェルジージ - ズブロヴィツェ
全て各駅停車で、2時間に1本の運行。原則、クロムニェルジージで303号線のコイェチーン方面と接続する。クロムニェルジージ以東は303号線に直通する。
2019年以前は、一日あたり平日8往復・休日6往復の運行であった。一日2往復に限り、303号線のコイェチーンまで直通していた。また、2019年以前と2021-23年度は、フリーンへの直通はクロムニェルジージ方面片道1本のみに限られていた。

## 駅一覧
以下では、チェコ国鉄305号線の駅と営業キロ、停車列車、接続路線などを一覧表で示す。なお、全て各駅停車である。
| 路線名 | 駅名                           | 駅間営業キロ | 累計営業キロ | 接続路線 | 所在地     | 所在地               |
| ------ | ------------------------------ | ------------ | ------------ | -------- | ---------- | -------------------- |
| 305    | クロムニェルジージ駅           | -            | 0.0          | 303号線  | ズリーン州 | クロムニェルジージ郡 |
| 305    | クロムニェルジージ・オスコル駅 | 1.6          | 1.6          |          | ズリーン州 | クロムニェルジージ郡 |
| 305    | コトイェディ駅                 | 1.0          | 2.6          |          | ズリーン州 | クロムニェルジージ郡 |
| 305    | ヤロフニェヴィツェ駅           | 3.0          | 5.6          |          | ズリーン州 | クロムニェルジージ郡 |
| 305    | シェレショヴィツェ駅           | 1.9          | 7.5          |          | ズリーン州 | クロムニェルジージ郡 |
| 305    | ズドウンキ駅                   | 4.9          | 12.4         |          | ズリーン州 | クロムニェルジージ郡 |
| 305    | ズブロヴィツェ停留所           | 3.3          | 15.7         |          | ズリーン州 | クロムニェルジージ郡 |
| 305    | ズブロヴィツェ駅               | 1.0          | 16.7         |          | ズリーン州 | クロムニェルジージ郡 |